# Carl Philipp Cassel

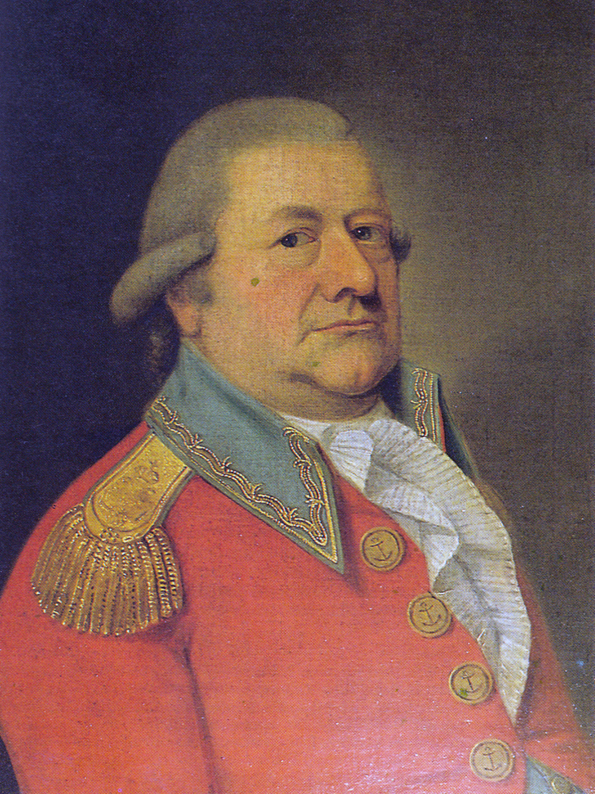
Zeitgenössisches Porträt von Carl Philipp Cassel

Carl Philipp Cassel (* 1. April 1742 oder 1744 in Magdeburg; † 25. Februar 1807 in Bremen) war ein deutscher Kapitän, Kaufmann, Reeder und Konsul und gilt als Pionier des Bremer Ostasien-Handels.

## Biografie
Als Sohn des renommierten Gelehrten Johann Philipp Cassel (1707–1783) besuchte Carl Philipp Cassel zunächst das Pädagogium in Bremen, brach seine Ausbildung jedoch mit elf Jahren ab und trat als Seemann in die Dienste der niederländischen Ostindien-Kompanie ein. Dort brachte er es auf den indischen und ostasiatischen Schiffsrouten zunächst zum Offizier, später zum Kapitän. Sein erstes Schiff war die Veldhoen, zu deren Besatzung auch sein jüngerer Bruder Johann Ludwig Cassel zählte, sein zweites die Honkoop, mit der er 1771 nach Jakarta (Batavia) segelte. Auf der Rückfahrt machte das Schiff am Kap Station. Dort geriet Cassel bei einem Essen bei Gouverneur Joachim van Plettenberg mit dem Kapitän des Schiffes Pauw, Abraham van der Weyden, über eine Nichtigkeit in Streit. Als in dem folgenden Duell mit Degen van der Weyden tödlich verletzt wurde, floh Cassel unentdeckt an Bord eines französischen Schiffs nach Europa, um einer befürchteten Festnahme und Verurteilung zu entgehen. In Abwesenheit wurde er auf Lebenszeit aus der Kap-Provinz verbannt und seine auf der Honkoop verbliebenen Besitztümer beschlagnahmt. 1773 kehrte er nach Bremen zurück und erwirkte von hier aus in einem mehrjährigen Rechtsverfahren die Erstattung von 3.733 Gulden ausstehender Heuer durch die Ostindien-Kompagnie.
1777 gründete Cassel mit dem Pfälzer Kaufmann Johann Adam Traub (1745–1822) das Handelshaus Cassel & Traub mit Sitz in der Bremer Obernstraße. Die Gesellschaft verfügte über die Schiffe Der Präsident, Asia und Prinz Friedrich Wilhelm von Preußen, die vom preußischen Emden aus fuhren, das im Vierten Englisch-Niederländischen Krieg als neutraler Hafen einen steilen Aufschwung erlebte. Hauptziel der Schiffe von Cassel & Traub war Ostasien, sie wurden jedoch auch im Nordamerikahandel eingesetzt. Zu den transportierten Handelsgütern gehörten Tabak, Baumwolle, Reis, Zucker, Arrak, Zinn und Hölzer.

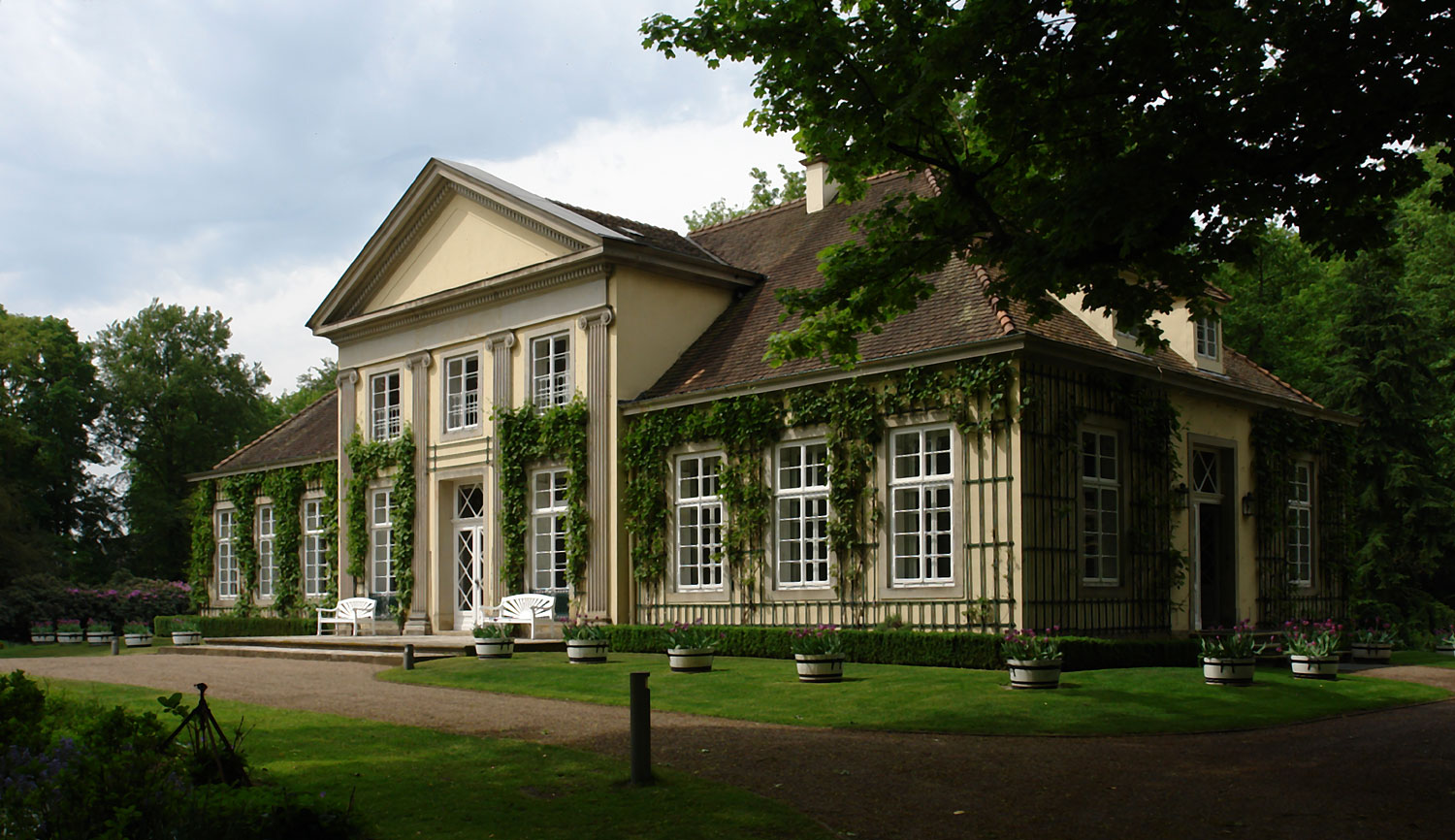
Gut Landruhe in Bremen-Horn

1795 wurde Cassel Konsul in Bremen und ließ sich das Gut Landruhe (Cassel selbst nannte es „Ruhe auf dem Lande“) in Bremen-Horn von Baumeister Joachim Andreas Deetjen errichten. Das noch heute erhaltene, in streng klassizistischen Stil erbaute Haus ist von einem zweigeschossigen Risalit mit vier Pilastern und ionischen Kapitellen geprägt, das ein Tympanon krönt. Zusätzlich zu diesem Herrenhaus ließ Cassel eine Orangerie sowie ein Gutshaus für die angegliederte Landwirtschaft errichten.
Neben seinen Tätigkeiten als Kaufmann und Reeder war Cassel am Aufbau der Emdener Navigationsschule 1782 beteiligt und gründete 1798 mit weiteren Partnern vom Haus Seefahrt die Bremische Navigationsschule, Keimzelle der seemännischen Ausbildung in der Stadt und Vorläufer der Bremer Seefahrtschule.
Nach Carl Philipp Cassel wurde die Konsul-Cassel-Straße in Horn-Lehe benannt.